# Okręg Lwów Armii Krajowej
Okręg „Lwów” Służby Zwycięstwu Polski, Związku Walki Zbrojnej, wreszcie Armii Krajowej noszący kryptonimy „Dukat”, „Lira”, „Promień”.
Komendantem Okręgu był Stefan Czerwiński ps. „Stefan”.

## Organizacja okręgu
Konspiracja we Lwowie zaczęła się tworzyć w przededniu kapitulacji miasta już we wrześniu 1939. Powstało kilka organizacji niepodległościowych, które w późniejszym okresie tworzyły ZWZ-1Iub ZWZ-2. NKWD dokonało jednak serii aresztowań i skutecznie rozbijało rozwój podziemnych struktur ZWZ i innych organizacji niepodległościowych.
Pod koniec grudnia 1942, tym razem gestapo rozbiło komendę Okręgu Lwowskiego. W połowie marca 1943 skierowano z Łodzi płk. Ludwika Czyżewskiego „Juliana”, „Franciszka”, który objął stanowisko komendanta.
Pod koniec 1943 okręg liczył około 15 300 ludzi w sztabach i jednostkach liniowych. Oddziały AK okręgu miały w ramach „Burzy” utworzyć jednostki należące do 5 Lwowskiej Dywizji Piechoty, stacjonującej przed wojną w mieście.

## Struktura okręgu
Wydziały: 
- I – organizacyjny
- II – wywiad i kontrwywiad 
  - II/A – wywiad
  - II/B – kontrwywiad
- III – operacyjny
- IV – zaopatrzenia, kwatermistrzowski
- V-K (V-A) – łączności konspiracyjnej
- V-O (V-B) – łączności operacyjnej
- VI (BIP)
- VII – finansowy
- VIII – saperów i Kedywu
- IX – wojskowy

Inspektoraty:
- Inspektorat Lwów-miasto
- Inspektorat Lwów-powiat
- Inspektorat Północny, siedziba: Kamionka Strumiłowa
- Inspektorat Wschodni AK[4]
- Inspektorat Południowy siedziba: Bóbrka
- Inspektorat Północno-Zachodni siedziba: Rawa Ruska
- Inspektorat Zachodni
- Inspektorat Południowo-Zachodni
- Inspektorat Południowo-Zachodni

Oddziały leśne:
- 19 pułk piechoty (4 kompanie), Inspektorat Północno-Zachodni
- 26 pułk piechoty (7 kompanii), Inspektorat Zachodni
- 40 pułk piechoty (5 kompanii), Inspektorat Południowy
- 14 pułk ułanów (4 szwadrony), Dzielnica Wschodnia
- Oddział leśny Kedywu „Szary” (3 kompanie), Inspektorat Południowo-Zachodni

## Żołnierze Okręgu Lwów AK
Komendanci
- ppłk. Władysław Żebrowski-Jasieńczyk ps. „Żuk” (grudzień 1939 – kwiecień 1940), postrzelony na granicy węgierskiej, zamordowany przez NKWD[5]
- ppłk. Władysław Kotarski ps. „Druh”), aresztowany w 1940 przez NKWD, rozstrzelany 24 lutego 1941[6][7]

- ppłk Władysław Smereczyński (październik 1941 – 17 grudnia 1942), aresztowany przez Gestapo
- p.o. komendanta ppłk Adolf Galinowski (grudzień 1942 – marzec 1943)
- płk Ludwik Czyżewski (15 marca 1943 – 16 lutego 1944)
- ppłk dypl. Stefan Czerwiński (16 lutego 1944 – 31 lipca 1944)

Szefowie sztabu
- mjr Tadeusz Wojciech Wojciechowski (20 kwietnia 1942 – 4 grudnia 1942)
- p.o. szefa sztabu mjr Jan Kazimierz Lech (15 marca 1943 – 25 marca 1944)
- mjr Kornel Stasiewicz (25 marca 1944 – 31 lipca 1944)

Duszpasterz
- ks. ppłk (dziekan) Albin Mydlarz (lipiec 1943 – 31 lipca 1944)